# 10169 Ogasawara
10169 Ogasawara è un asteroide della fascia principale. Scoperto nel 1995, presenta un'orbita caratterizzata da un semiasse maggiore pari a 2,8725412 UA e da un'eccentricità di 0,1149510, inclinata di 9,98380° rispetto all'eclittica.
L'asteroide è dedicato alle isole Ogasawara.